# Nicolas Oresme
Nicolas Oresme, Nicholas Oresme, eller Nicole Oresme, född cirka 1320 i Normandie utanför Caen, död 11 juli 1382 i Lisieux, var en normandisk filosof, ekonom, matematiker, fysiker och biskop, och räknas som en av den moderna vetenskapens fundament. Han var den förste som översatte Aristoteles till folkspråk.
Han var bondson, och studerade till en början konst under Jean Buridan. 1348 var han teologistuderande i Paris och blev magister 1356 vid Collège de Navarre, en del av universitetet i Paris. 1362 blev han domkyrkopräst i Rouen och domprost 28 mars 1364. 3 augusti 1364 blev han biskop i Lisieux. Hans idéer förebådar renässansen. Han införde och skapade ett stort antal vetenskapliga termer för franska, genom latinet.
Han hade ett annat rumsbegrepp än Aristoteles som definierar rummet som det utrymme som kan upptas av en kropp. Oresme ser istället även den absoluta tomheten som ett rum. Han ser också möjligheten att den finns andra världssystem och att det kanske finns världar som avlöser varandra i tiden. Han hade även teorier om jordens rotation.
Oresme var den förste att bevisa att den harmoniska serien är divergent.
Hans beskrivning av det mänskliga psyket innehåller metoder som skulle kunna betraktas som empiriska. Hans teorier om medvetandet liknar dem som Hermann von Helmholtz hade, men Oresme framförde sina teorier fem århundraden tidigare.

## Eftermäle
Asteroiden 12576 Oresme är uppkallad efter honom.